# Дом творчества кинематографистов «Болшево»
Дом творчества кинематографистов «Болшево» — бывший дом творчества кинематографистов СССР. Расположен в микрорайоне Первомайский города Королёв на берегу Клязьмы в бывшем дачном посёлке Старые Горки.

## История
В 1934 году на месте усадьбы Прове-Филлипова на берегу реки Клязьмы было построено двухэтажное здание в стиле сталинский ампир. Руководитель советского кино Борис Шумяцкий предложил создать под Москвой «кинематографическую лабораторию», в которой будут писаться новые сценарии, создаваться режиссерские разработки, а при этом всё это будет происходить в среде коллег и единомышленников — здание на берегу Клязьмы было передано кинематографистам для организации Дома творчества. Дом творчества получил имя недавно умершего писателя Максима Горького. До Великой Отечественной войны в доме творчества работали многие известные люди, в том числе Аркадий Гайдар, Лев Кулешов. Во время войны в здании располагался эвакуационный госпиталь.

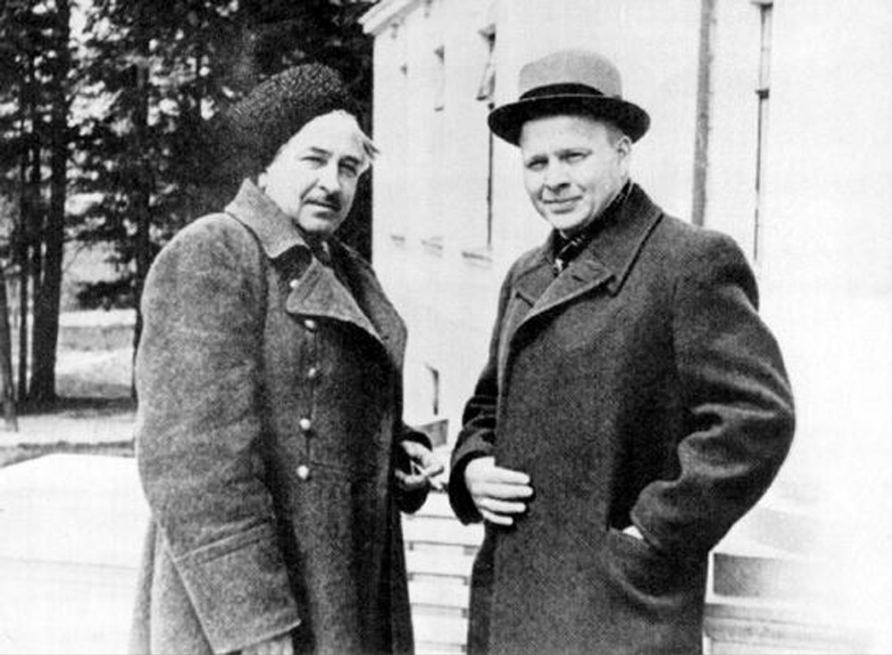
Лев Кулешов (слева) и Аркадий Гайдар в доме творчества кинематографистов «Болшево». Май 1941 года

В 1946—1950 годах здесь жили вывезенные из Германии немецкие специалисты по ракетной технике, с 1950 года — вновь кинематографисты. Известно, что именно в этом доме советский кинорежиссер Георгий Данелия написал сценарии к нескольким своим фильмам: «Я шагаю по Москве», «Не горюй», «Мимино». Эмиль Брагинский вместе с Эльдаром Рязановым писали сценарии таких будущих фильмов, как «Берегись автомобиля», «Старики-разбойники», «Невероятные приключения итальянцев в России», «Ирония судьбы, или С лёгким паром!», «Служебный роман» и «Гараж».
В доме творчества побывало огромное количество известных режиссеров, сценаристов, кинематографистов. Некоторые истории из их жизни в этом доме описаны в книге «Болшевские рассказы» С. И. Фрейлиха. Известный сценарист Борис Добродеев написал книгу «Мы едем в Болшево», в которой вспоминает о жизни в этом доме многих деятелей культуры 1960—1970-х годов. В книге Павла Финна «Но кто мы и откуда. Ненаписанный роман» большое внимание уделяется жизни в Доме творчества в начале 70-х годов,  работе над сценариями в этом доме Геннадия Шпаликова, Александра Галича и других людей кино. 
Описание жизни в доме творчества есть и в книге Александра Анненского «Фанера над Парижем. Эпизоды», глава «Семидесятые, Москва и область, станция Болшево». 
Описание быта в Доме творчества есть в произведении  Эдуарда Тополя «Коктейль „Две семерки“ и другие реальные и нереальные истории». Эдуард Тополь прожил в этом доме (за неимением в СССР вообще никакого жилья, так как был прописан в Баку, а работал в Москве) почти двенадцать лет:
Иосиф Прут, Леонид Утесов, его дочь Дита Утесова с мужем Альбертом и Алексей Каплер сидели у широкого окна с видом на большой запущенный парк, за которым проглядывала узкая речка Клязьма. В реке рыбьей чешуей плескалось утреннее солнце. И это же солнце косыми стропилами света проливалось сквозь высокие венецианские окна в полукруглую столовую подмосковного Дома творчества «Болшево», принадлежавшего Союзу кинематографистов. Такие же дома-усадьбы были в те времена у Союза архитекторов, Союза писателей и Союза композиторов – за неимением собственных дач каждый член такого Союза мог раз в год получить на месяц, а то и на два, недорогую комнату и трехразовое питание в компании узкого круга своих коллег. Но все-таки болшевский дом с парком, в сорока километрах от Москвы, был Домом творчества № 1, поскольку, по официальной легенде, советские кинематографисты получили его в подарок от Иосифа Сталина еще до войны за первый советский кинобоевик «Чапаев». И лишь недавно Борис Добродеев, один из патриархов нашего кино, в своей книге «Мы едем в Болшево» рассказал, что его истинным создателем был Борис Шумяцкий, руководивший советским кинематографом в 30-е годы. «Шумяцкий… сумел заинтересовать Сталина проектом создания “советского Голливуда”… задумал создать под Москвой некую “лабораторию”, где будут зреть дерзкие кинопроекты, рождаться новые многообещающие сценарии и режиссерские разработки – вдали от городской сутолоки и квартирных неурядиц. Так появился Дом творчества в Болшеве. [Позже] Шумяцкий чем-то досадил Сталину и был в 1938 году расстрелян… [его] имя вслух старались уже не произносить».
Но хорошую идею нельзя расстрелять, и задумка Шумяцкого пережила её автора – именно в этом Доме родились сценарии всемирно известных фильмов «Летят журавли», «Баллада о солдате», «Чистое небо» и прочих кинокартин, кадры из которых украшали теперь коридоры и фойе этого двухэтажного Дома и трёх коттеджей в парке.

Кроме Иосифа Прута, Леонида Утесова и Алексея Каплера, автора фильмов «Полосатый рейс», «Ленин в Октябре», «Ленин в 1918 году» и других, здесь постоянно или периодически обитали Аркадий Райкин, Юлий Райзман, Марк Донской, Григорий Рошаль, Сергей Юткевич, Александр Столпер, Михаил Швейцер, Евгений Габрилович, Александр Галич, Григорий Чухрай, Эльдар Рязанов, Петр Тодоровский, Геннадий Шпаликов, Андрей Кончаловский, Семен Лунгин, Илья Нусинов, Анатолий Гребнев, Феликс Миронер, Валентин Ежов, Эмиль Брагинский, Никита Богословский, Василий Соловьев, Борис Добродеев, Валентин Черных, Станислав Говорухин, Андрей Смирнов, Вадим Трунин, Рустам Ибрагимбеков, Олег Финн и еще несколько десятков бывших и будущих знаменитостей.

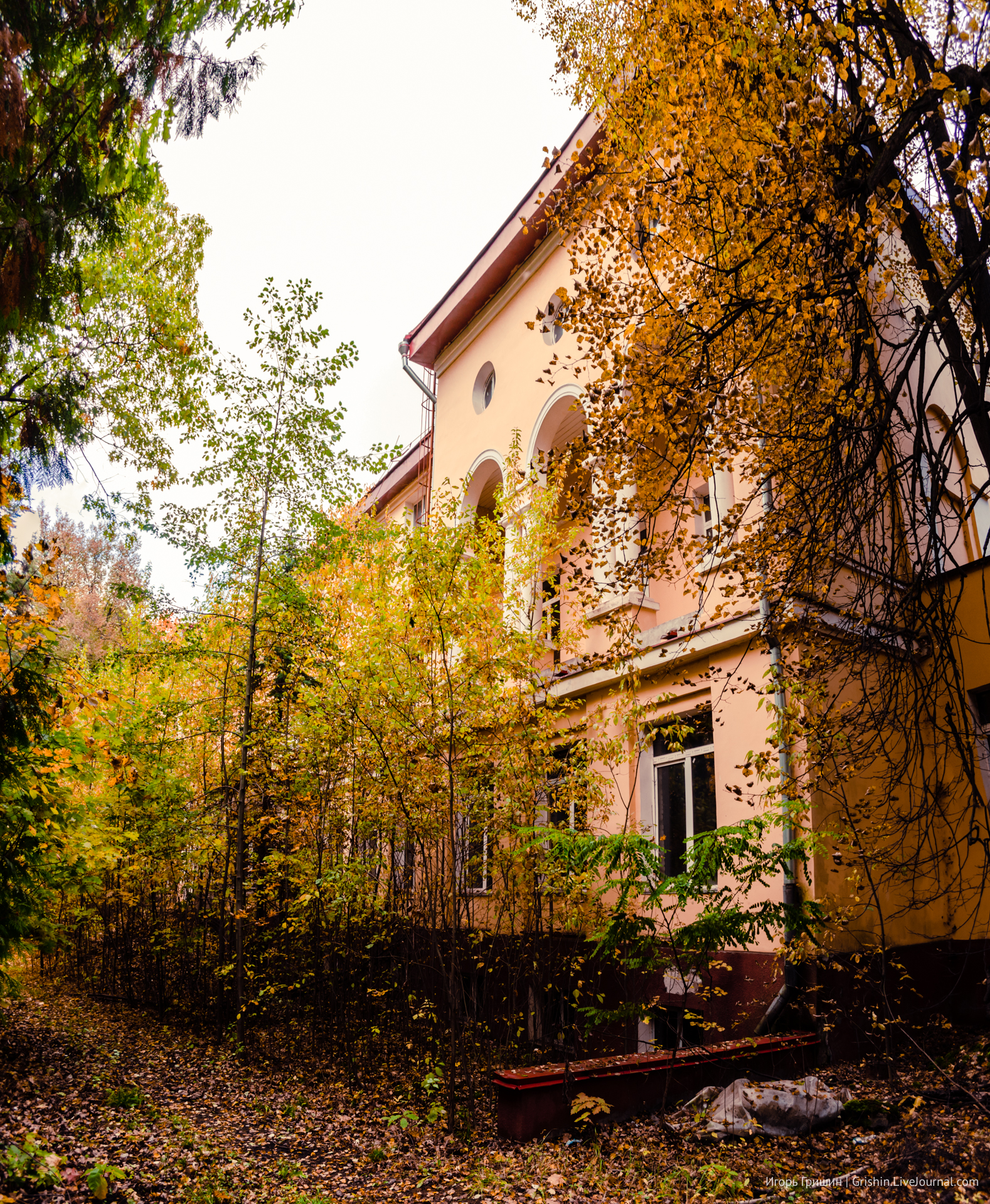
Центральный фасад главного здания Дома творчества кинематографистов «Болшево», обращённый на Клязьму.
Фото И. А. Гришина.

Дом творчества запечатлён в искусстве. В известном советском мультфильме Пластилиновая ворона в эпизоде, когда дворник «идёт по сельской местности» — позади него видна табличка «Болшево».
Генрих Сапгир написал стихотворение, посвящённое дому творчества
ПЕЙЗАЖ С ДОМОМ ТВОРЧЕСТВА БОЛШЕВО

 Дом обжитой и барский-довоенный
 Бывали в нём и Горький, и Гайдар
 Я помню фотографию: военный
 До блеска выбрит — как бильярдный шар.
Старуха знаменитая когда-то
 Здесь ходит в джинсах, в красном парике
 И сценарист, таинственный, как дата,
 Весь в замше размышлять идёт к реке.
А солнце заходящее лучами
 Чего-то освещает… И ночами
 Из-за гардин в аллее мёртвый свет.
Как бьётся сердце!.. Утром у столовой
 Сидят вороны, крупные, как совы,
 На ветках, увенчавших мой сонет.
В 2002 году Маша Шахова сняла одну из программ своего цикла «Дачники» на канале ТВС о воспоминаниях из жизни кинематографистов в Доме творчества «Болшево». В феврале 2002 года Шахова в передаче интервью на Эхо Москвы рассказала о съёмках передачи и о некоторых подробностях и особенностях жизни Дома творчества «Болшево». Весной 2020 года дом творчества был снесён. Остались только КПП и деревянные домики, в которых когда-то жили сценаристы и актеры.

## Современность
В постсоветское время здание досталось по наследству Союзу Кинематографистов России. В 2001 году началась реконструкция здания, но она была приостановлена из-за недостатка средств. В 2013 году состоялись общественные слушания по плану восстановления здания. По проекту планировки предполагалось восстановить главное здание. По проекту предполагается, что будет создано 40—50 двухместных номеров, ресторан со столовой, бильярдная, кинозал, спа-комплекс. Дополнительно будет построено 4 коттеджа, которые будут пересдаваться в аренду — кинематографистам для работы. Предполагалось обустройство набережной с пляжем. На 10-м съезде Союза кинематографистов России в 2017 году правление союза предложило создать в центральном главном здании учебный центр детского творчества, а на остальной территории построить жилой комплекс. На вырученные деньги от продажи жилого комплекса предлагалось купить парк-отель «Анива» между деревнями Жилино и Горки Ногинского района Московской области.
В декабре 2019 года здание, вопреки протестам, было снесено ради продажи земельного участка для строительства многоквартирных домов. Правление Союза Кинематографистов РФ 26 декабря 2019 года опубликовало на своём сайте специальный документ, в котором, в частности, говорится, что Дом творчества «Болшево» «согласно реестру, не является объектом культурного наследия…»

24 января 2023 года телеграм-канал «Наукоград Королёв» опубликовал видео и фотографию строительной техники, указав. что началось строительство среднеэтажного жилого дома на территории Дома творчества. Видео и фото разошлись в СМИ. Исполнительный директор Союза кинематографистов России Сергей Шкилёв прокомментировал «Подмосковье сегодня» движение техники:
Да, там началось строительство. Оно производится с согласия администрации городского округа Королев — постановление № 1543 — ПА от 28.12.2022 года. В парке будут жилые дома, в которых разместятся квартиры для членов Союза кинематографистов.